# 樹美音
樹 美音（じゅ びおん、本名：石富 由美子（いしとみ ゆみこ）、1959年8月25日 - 2019年2月23日）は、日本の歌手、女優。女優としては本名で活動。
島根県松江市出身。松江市立第一中学校、松江市立女子高等学校を経て国立音楽大学音楽学部声楽科ソプラノ専攻卒業。血液型O型。

## 来歴・人物
国立音楽大学在学中に二期会オペラ『ドン・カルロ』に出演。大学卒業後は2年間のOL経験の他、独学でジャズを学び音楽活動をしたり、航空会社のキャンペーンガールを務めるなどした。
1987年東宝ミュージカル『レ・ミゼラブル』のオーディションに合格し出演した後、『とってもゴースト』の出演を機に音楽座へ入団。1996年の音楽座解散後はオフィスキクチに所属し、舞台やテレビドラマに出演する傍らコンサートも行った。
その他、歌手のヴォイストレーナーとしても活動。
2003年10月22日、松江市にライブスタジオをオープンさせ、歌手として活動していた。

## 主な出演

### 舞台
- ドン・カルロ（二期会）
- レ・ミゼラブル（1987年・1988年・1991年、東宝） - ファンテーヌ役、ファクトリーガール役、ほか
- 血とバラ（1988年） - カーミラ役
- とってもゴースト（1989年・1990年・1991年・1993年・1994年、音楽座） - 入江ユキ（亀田ヤエ）役
- ぼくのシンデレラ（1990年） - 魔女ベル役
- 沢田研二 ACT ニーノ・ロータ（1991年）
- シャボン玉とんだ宇宙までとんだ（1991年・1995年、音楽座） - ピア役、里美役
- マドモアゼル・モーツァルト（1991年・1993年・1996年、音楽座） - カテリーナ役、モーツァルトの母役
- ミス・サイゴン（1992年、東宝） - エレン役
- リトル・プリンス／星の王子さま（1993年・1995年、音楽座） - 花役
- 泣かないで（1994年、音楽座） - スール山形役
- 浅草オペラを唄う（1995年） - おてくさん役
- 1999…月が地球にKISSをする（1995年） - 妊婦役
- THE SHOW FRIENDS!（1996年）
- マイ・ブルー・ヘブン（1997年）
- JERRY'S GIRLS（1997年）
- ご親切は半分に（1998年） - 看護婦役
- big（1998年・1999年） - ミス・ワトソン役
- ブルーストッキング・レディース（1998年・1999年） - 与謝野晶子役
- ロス・タラントス〜バルセロナ物語〜（1998年 - 1999年） - クリス役
- THE GUEST SHOW（1999年） - 樋口役、月島麗子役（2役）
- 三文オペラ（2000年） - ピーチャム夫人役
- ザ・キッチン（2000年、地人会） - ヴァイオレット役

### テレビ
- にっぽん国恋愛事件（1995年、TBS）
- 3番テーブルの客（1997年、フジテレビ）
- 監察医薮野善次郎4 死体は知っている（1997年、TBS）
- モナリザの微笑（2000年、フジテレビ） - 大貫京子役